# Voy a mil (canción)
«Voy a mil» es un sencillo del grupo español Olé Olé publicado en 1984, cuando la solista de la banda era aún Vicky Larraz.

## Descripción
Se trata del primer sencillo del segundo álbum de la banda y uno de sus mayores éxitos. La canción volvió a publicarse en 2010 en el recopilatorio Olé Olé. Grandes éxitos.
En 2012 la cadena de televisión ETB estrenó un programa del mismo título, presentado por Patricia Gaztañaga, en honor al nombre de la canción.

### Versiones
En 2006 se versionó de nuevo para el retorno del grupo, que en un principio iba a estar liderado por Vicky Larraz pero por diferencias de criterio entre la cantante y el resto de los componentes hicieron que ella se retirase del proyecto y se publicase finalmente con la voz de Marta Domínguez incluyéndose dentro del recopilatorio del grupo Grandes éxitos y otras terapias de grupo (fase 4). En 2015 se publica una caja recopilatoria titulada "Llévatelo todo (1983-2015)" con todos los discos de Vicky Larraz en el que se incluye la canción grabada durante el 2006 antes de que ella se retirase del proyecto.
Nuevamente en 2016 se anuncia el regreso a los escenarios del grupo con Vicky Larraz al frente, y una vez más la canción vuelve a ser grabada en forma de dueto con el grupo Münik.

### Presentaciones en directo
- Gira 1984/1985
- Gira 1986
- Gira 1987
- Gira 1988/1989
- Gira 1990
- Gira 1993
- Gira Sin control (2016)

## Posicionamiento en listas
| País   | Lista              | Mejor posición |
| ------ | ------------------ | -------------- |
| España | Los 40 principales | 1              |